# Stéphane Dalmat
Stéphane Dalmat, né le 16 février 1979 à Joué-lès-Tours (Indre-et-Loire), est un footballeur français, professionnel de la fin des années 1990 au début des années 2010.
Dalmat est un joueur polyvalent, capable d'occuper les différents postes du milieu de terrain. Ses qualités techniques et de dribble et sa préférence pour le pied gauche, même s'il sait jouer des deux pieds, lui ont souvent valu de jouer sur le côté gauche du terrain. Son poste de prédilection est cependant celui de milieu relayeur.
Il connaît un parcours professionnel relativement instable : entre 1997 et 2012, il porte le maillot de onze clubs différents, dans quatre championnats (français, italien, espagnol et anglais).

## Biographie

### Enfance et formation
À seize ans, alors joueur de l'US Joué-lès-Tours et préparant un BEP vente, Stéphane Dalmat envoie son CV à tous les clubs de première et deuxième divisions françaises avec comme objectif de devenir professionnel. Quatre clubs répondent. Le premier test à Angers, effectué en hiver, est négatif. A Nantes, où son frère Wilfried est stagiaire-pro, Stéphane se fait une contracture à la cuisse durant l'essai, qui sera donc négatif. Il n'ira également pas à Gueugnon, qui lui fait une offre ne correspondant pas à ses souhaits.
Pour Châteauroux, à une heure et demie du domicile familial, Stéphane saute sur l'occasion. La détection court sur la journée mais la matinée suffit à convaincre le club berrichon de lui faire signer un contrat d'aspirant de deux ans.

### Débuts en D1 (1997-2000)
Formé à Châteauroux et capitaine des « moins de 17 ans », Stéphane Dalmat y commence sa carrière le 30 août 1997 face à l'AS Cannes, alors que le club berrichon vient d'être promu en première division. Malgré la relégation de son équipe en fin de saison, ses bonnes performances attirent de plus grands clubs français, et c'est le RC Lens qui le fait finalement signer en 1998 contre une indemnité estimée à 25 millions de francs (soit 3,8 M€),. En position de meneur de jeu, il confirme les espoirs placés en lui à Lens. Il découvre la Ligue des champions et remporte la Coupe de la Ligue. 
Il connaît à 19 ans ses premières sélections en équipe de France espoirs dont il fait partie jusqu'en septembre 2001.
La cote du joueur monte et l'Olympique de Marseille le recrute l'été suivant pour un montant de 70 millions de francs (10,6 M€), un record à l'époque entre deux clubs français. À vingt ans, il signe alors dans son club de cœur. Hélas, un claquage à la cuisse pendant la préparation d'avant-saison et le départ de Rolland Courbis en décembre 1999 rendent sa saison difficile. Auteur d'une saison mitigée, il se retrouve malgré lui au centre d'enjeux économiques alors que la situation financière marseillaise est délicate. On veut le faire signer en Angleterre, à Leeds ou Newcastle, mais Dalmat ne se sent pas prêt. Ne souhaitant pas rester dans un club qui essaye de se faire de l'argent sur son dos, il accepte de rejoindre le Paris Saint-Germain à l'été 2000.

### Paris SG et Inter Milan
En 2000, le Paris Saint-Germain, deuxième du championnat la saison précédente, se lance dans une ambitieuse campagne de recrutement. Dalmat arrive en compagnie de son coéquipier marseillais Luccin et de l'international du Real Madrid, Anelka. Pendant quatre mois, l'équipe prend du plaisir avec Philippe Bergeroo avant de voir les résultats baisser. L'arrivée de Luis Fernandez précipite Dalmat dans le doute. Perturbé, Stéphane n'aligne plus une passe correcte à l'entraînement. En conflit avec l'entraîneur, il apprend qu'il est placé sur la liste des transferts pendant ses vacances durant la trêve hivernale. Début janvier 2001, l'Inter Milan et le PSG s'échangent Vampeta et Dalmat.
Stéphane joue son premier match italien contre Bari le 28 janvier 2001. Titulaire le week-end suivant, il est élu homme du match. Maitrisant rapidement la langue, le milieu de terrain écoute avec attention Laurent Blanc et Benoît Cauet, les autres Français de l'Inter, et travaille dur. Le 25 avril, il inscrit son premier but en Serie A contre la Fiorentina. Il joue en tout dix-sept matchs et marque un second but. Les relations tendues avec Raymond Domenech le privent du championnat d'Europe Espoir 2002 en fin de saison. La saison suivante, il dispute seize rencontres et marque une fois, mais doit soigner durant quatre mois une lésion derrière le genou.
En octobre 2002, alors performant avec l'Inter Milan, il déclare voir son nom comme possible joueur en sélection depuis quatre ans. Mais il est sûr qu'aucune personne de la DTN n'est venue le voir jouer une seule fois en deux ans en Italie.
En Italie, Dalmat connaît un semblant de stabilité : il reste deux saisons et demie à l'Inter, mais sans connaître de période faste durable. Il participe à 67 rencontres au total, mais jamais plus d'une vingtaine par saison de championnat, illustration de sa situation de joueur complémentaire dans l'effectif milanais.

### Une équipe par saison (2003-2007)
En septembre 2003, il est prêté à Tottenham Hotspur, dont le milieu gauche Christian Ziege est sujet à des blessures à répétition. Après un début de saison prometteur, le niveau de ses performances baisse et il connaît plusieurs blessures lui aussi. Il dispute une trentaine de rencontres dans la saison, sans jamais bénéficier pleinement de la confiance de l'entraîneur David Pleat (en), qui ne lève pas l'option d'achat du joueur.
Dalmat est de nouveau prêté la saison suivante, et fait son retour en France, au Toulouse, où il retrouve son ancien coéquipier lensois Daniel Moreira. Placé sur le côté gauche, il réalise un début de saison salué par les observateurs avant de se casser un os du pied en octobre. Il ne revient qu'en fin de saison, et Toulouse, qui n'a pas pu se qualifier pour une compétition européenne, ne peut s'aligner sur le salaire du joueur à Milan.
Finalement Dalmat rompt son contrat avec l'Inter. Libre, il part en Espagne, où il signe en juillet 2005 un contrat de cinq ans au Racing de Santander. Son frère Wilfried Dalmat l'y rejoint peu de temps après. Ses performances déçoivent, et les deux joueurs sont critiqués par le président Manuel Huerta (en) pour être rentrés en retard de leur vacances de Noël. Il ne joue plus après le mois de décembre, et son contrat est finalement rompu.
En août 2006, Dalmat revient en France, aux Girondins de Bordeaux. La saison est difficile pour lui, marquée par son faible temps de jeu, à peine illuminée par le but superbe inscrit sur le terrain du PSV Eindhoven en Ligue des champions. Son club remporte la Coupe de la Ligue, mais il ne dispute pas la finale. 

### Fin de carrière à Sochaux puis Rennes
Libre de tout contrat, Dalmat choisit de signer pour deux années au FC Sochaux, séduit par le projet sportif du club et la perspective de jouer la coupe de l'UEFA. Après une saison réussie, il prolonge son contrat jusqu'à juin 2012 et devient le capitaine sochalien. En mars 2009, il est au centre d'une altercation avec la police. Il perd son brassard de capitaine. Un an plus tard, il est finalement condamné à deux mois de prison avec sursis.
Le 19 juillet 2010, il quitte Sochaux et signe un contrat de deux ans en faveur du Stade rennais contre une indemnité de 1,5 M€. Lors de la saison 2011-2012, il décide de se mettre en marge du groupe professionnel rennais avec l'accord de son entraîneur Frédéric Antonetti, et n'apparaît plus sur les feuilles de match, jusqu'à la fin de son contrat fin juin 2012.
L'écart entre le potentiel qui lui est reconnu et ses performances sur le terrain lui ont valu d'apparaître à plusieurs reprises dans la liste des nommés du Ballon de plomb décerné par les Cahiers du football.
Après avoir rejoint le Nîmes Olympique début juillet 2012, Stéphane Dalmat décide finalement de ne pas prendre part à la saison de son nouveau club. Il arrête sa carrière, étant définitivement lassé de la vie de footballeur.
En 2022, le magazine So Foot le classe dans le top 1000 des meilleurs joueurs du championnat de France, à la 507e place.

## Style de jeu
Stéphane Dalmat est décrit comme un joueur techniquement au-dessus de la moyenne et beau à voir jouer.
Édouard Cissé qui évolue à ses côtés au PSG dit de lui « En termes de talent, Stéphane Dalmat est le meilleur joueur que j’ai vu hormis Ronaldinho, c'était un phénomène. [...] il avait tout. Les deux pieds, le pouvoir de percussion [...] Ce qui lui a manqué à un moment, c’est peut-être un meilleur entourage, il n’a pas été suffisamment protégé mais quand on parle de phénomène, c'en est un. ».

## Statistiques
| Saison                | Club                     | Championnat           | Championnat | Championnat | Coupe nationale | Coupe nationale | Coupe de la Ligue | Coupe de la Ligue | Supercoupe | Supercoupe | Compétition(s) continentale(s) | Compétition(s) continentale(s) | Compétition(s) continentale(s) | Total | Total |
| Saison                | Club                     | Division              | M.          | B.          | M.              | B.              | M.                | B.                | M.         | B.         | Comp.                          | M.                             | B.                             | M.    | B.    |
| 1997-1998             | LB Châteauroux           | D1                    | 29          | 1           | 0               | 0               | 1                 | 0                 | -          | -          | -                              | -                              | -                              | 30    | 1     |
| 1998-1999             | Racing Club de Lens      | D1                    | 25          | 3           | 3               | 0               | 5                 | 1                 | 1          | 0          | C1                             | 5                              | 0                              | 39    | 4     |
| 1999-2000             | Olympique de Marseille   | D1                    | 29          | 1           | 2               | 0               | 1                 | 0                 | -          | -          | C1                             | 11                             | 0                              | 43    | 1     |
| 2000-2001             | Paris Saint-Germain      | D1                    | 19          | 1           | 0               | 0               | 1                 | 0                 | -          | -          | C1                             | 6                              | 0                              | 26    | 1     |
| 2000-2001             | Inter Milan              | Serie A               | 17          | 2           | 0               | 0               | -                 | -                 | -          | -          | -                              | -                              | -                              | 17    | 2     |
| 2001-2002             | Inter Milan              | Serie A               | 16          | 1           | 1               | 0               | -                 | -                 | -          | -          | C3                             | 7                              | 1                              | 24    | 2     |
| 2002-2003             | Inter Milan              | Serie A               | 15          | 0           | 0               | 0               | -                 | -                 | -          | -          | C1                             | 11                             | 0                              | 26    | 0     |
| 2003-2004             | Tottenham Hotspur (prêt) | PL                    | 22          | 3           | 3               | 0               | 3                 | 0                 | -          | -          | -                              | -                              | -                              | 28    | 3     |
| 2004-2005             | Toulouse FC (prêt)       | D1                    | 19          | 1           | 1               | 1               | 0                 | 0                 | -          | -          | -                              | -                              | -                              | 20    | 2     |
| 2005-2006             | Racing Santander         | Liga                  | 13          | 0           | 0               | 0               | -                 | -                 | -          | -          | -                              | -                              | -                              | 13    | 0     |
| 2006-2007             | Girondins de Bordeaux    | D1                    | 13          | 0           | 2               | 0               | 2                 | 0                 | -          | -          | C1+C3                          | 3                              | 1                              | 20    | 1     |
| 2007-2008             | FC Sochaux-Montbéliard   | Ligue 1               | 35          | 3           | 2               | 0               | 2                 | 0                 | 1          | 0          | C3                             | 2                              | 0                              | 42    | 3     |
| 2008-2009             | FC Sochaux-Montbéliard   | Ligue 1               | 27          | 1           | 1               | 0               | 1                 | 0                 | -          | -          | -                              | -                              | -                              | 29    | 1     |
| 2009-2010             | FC Sochaux-Montbéliard   | Ligue 1               | 29          | 4           | 4               | 1               | 1                 | 0                 | -          | -          | -                              | -                              | -                              | 34    | 5     |
| 2010-2011             | Stade rennais FC         | Ligue 1               | 33          | 2           | 1               | 0               | 0                 | 0                 | -          | -          | -                              | -                              | -                              | 34    | 2     |
| 2011-2012             | Stade rennais FC         | Ligue 1               | 4           | 0           | 0               | 0               | 1                 | 0                 | -          | -          | C3                             | 6                              | 0                              | 11    | 0     |
| Total sur la carrière | Total sur la carrière    | Total sur la carrière | 345         | 23          | 20              | 2               | 18                | 1                 | 2          | 0          | -                              | 51                             | 2                              | 436   | 28    |

- Premier match en Ligue 1, le 30 août 1997, LB Châteauroux - AS Cannes (1-2).
- Premier but en Ligue 1, le 12 février 1998, LB Châteauroux - RC Lens (2-1, 45e).
- Premier match en Coupe d'Europe, le 16 septembre 1998, RC Lens - Arsenal FC (1-1),
- Premier but en Coupe d'Europe, le 20 septembre 2001, Inter Milan - FC Brasov (3-0, 23e).
- Premier match en série A, le 28 janvier 2001, Inter Milan - AS Bari (1-0),
- Premier but en série A, le 21 avril 2001, Inter Milan - ACF Fiorentina (4-3, 43e).
- Premier match en Premier League, le 13 septembre 2003, Chelsea FC - Tottenham Hotspur (4-2).
- Premier but en Premier League, le 6 décembre 2003, Tottenham Hotspur - Wolverhampton Wanderers (5-2).

## Palmarès
Coupe de la Ligue (1)
- Vainqueur en 1999 (RC Lens)